# Wysokościowiec

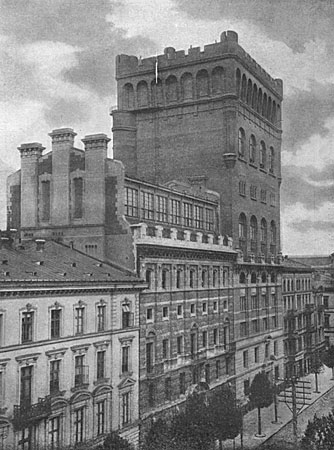
PASTA w Warszawie (1908–1910), pierwszy polski wysokościowiec

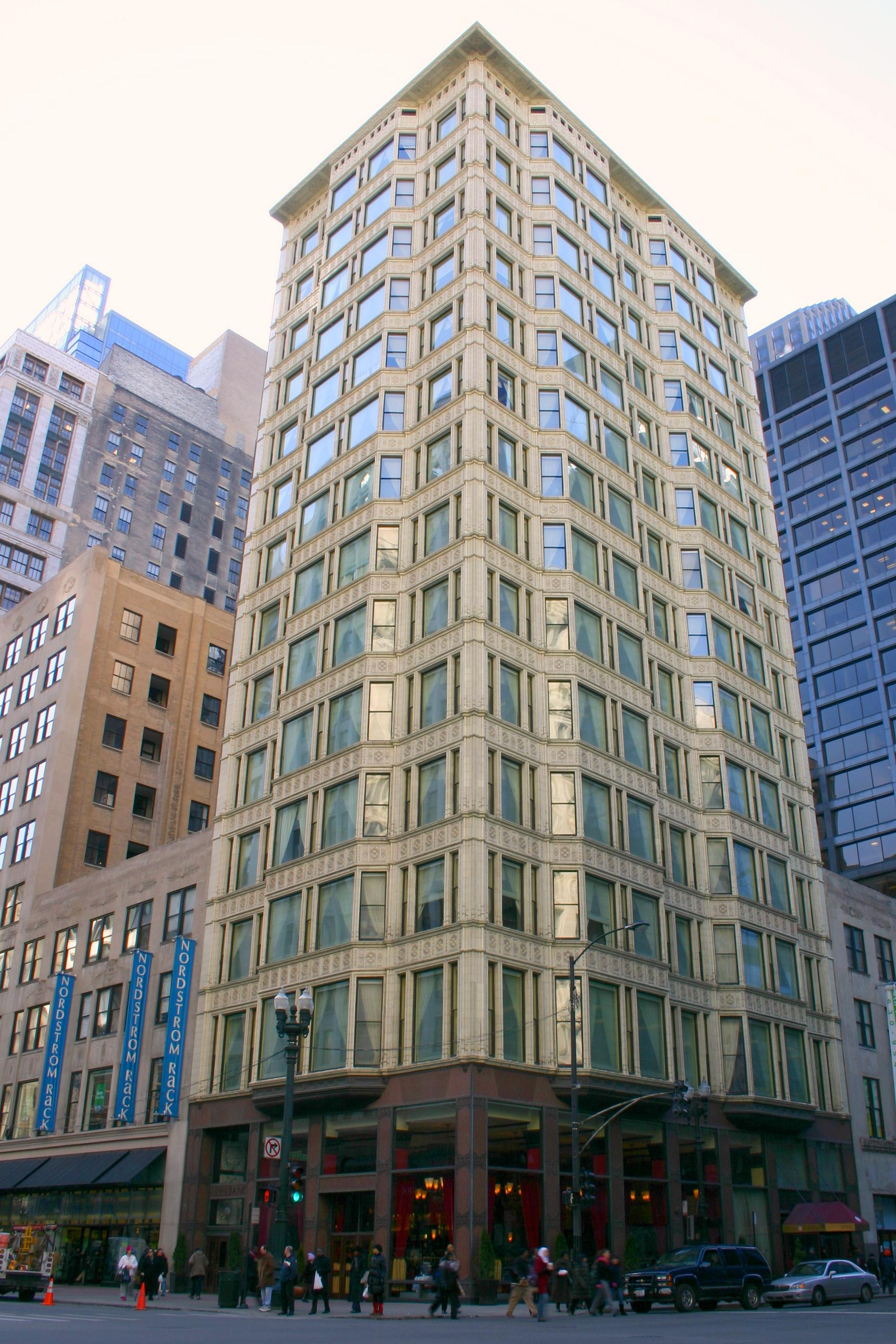
Reliance Building w Chicago (1890–1895)

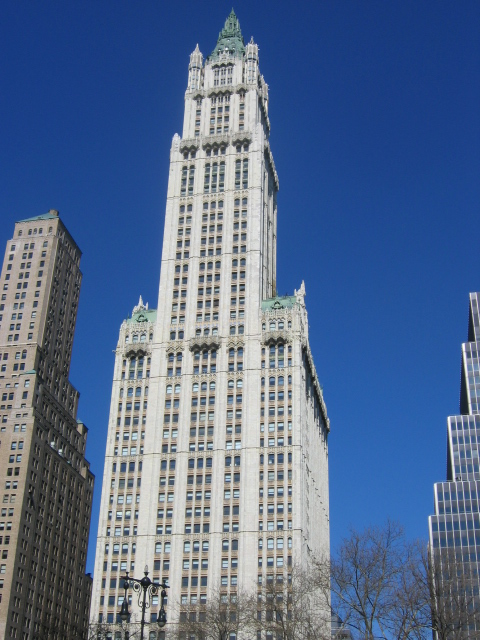
Woolworth Building, wieżowiec wzniesiony w stylu neogotyckim

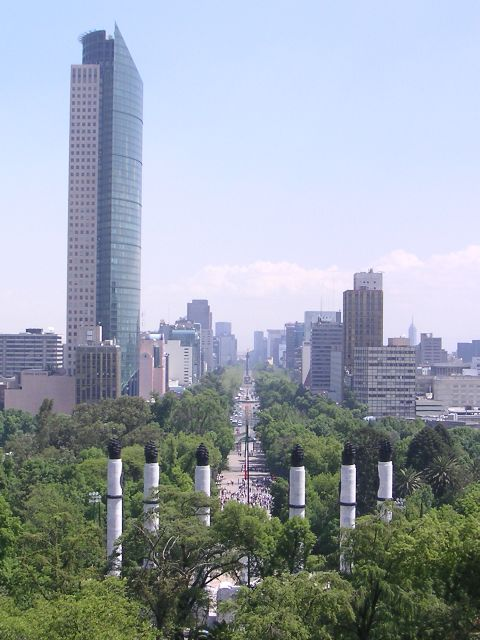
Torre Mayor w Meksyku, jeden z najlepiej zabezpieczonych przed trzęsieniem ziemi budynków na świecie.

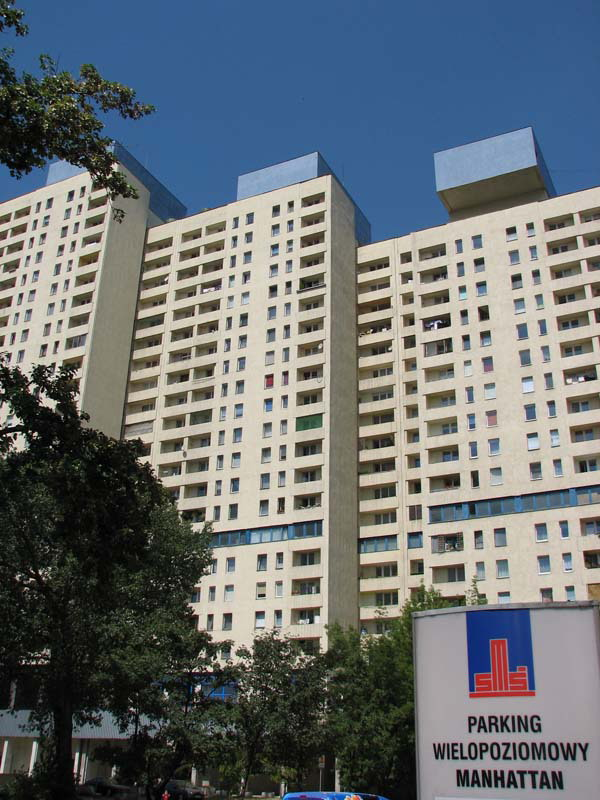
Wysokościowe budownictwo mieszkaniowe, Śródmiejska Dzielnica Mieszkaniowa w Łodzi

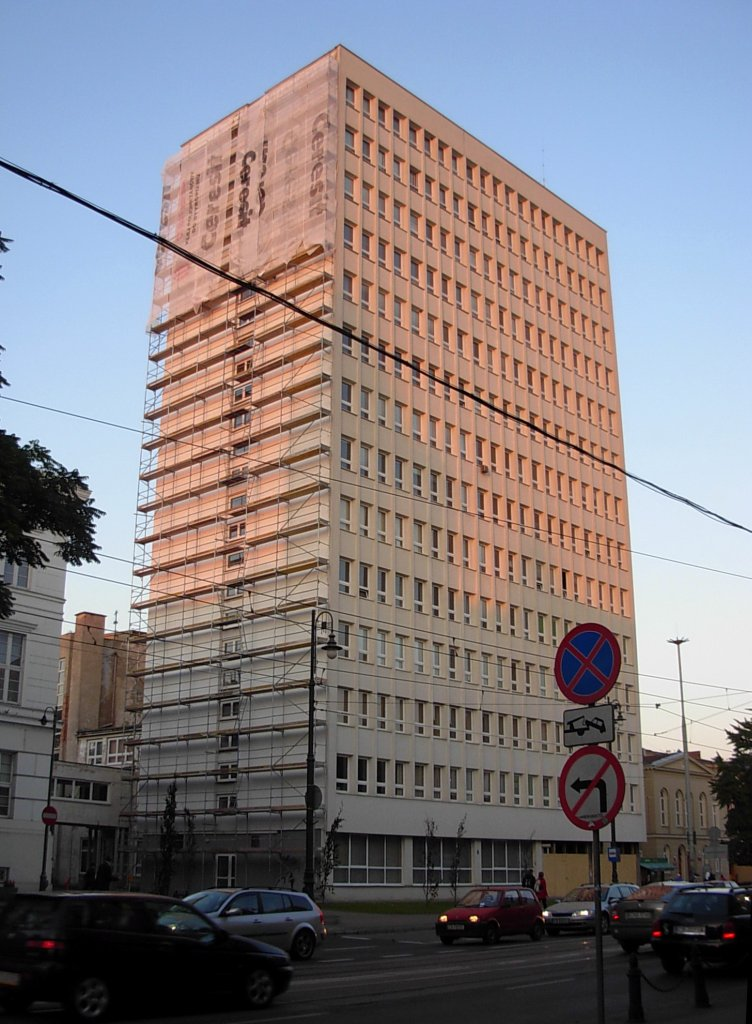
Kilkunastokondygnacyjny Biurowiec Urzędu Wojewódzkiego w Bydgoszczy

Wysokościowiec – wysoki lub bardzo wysoki budynek. Istnieje wiele definicji tego terminu, znacznie odbiegające od siebie.
- według definicji zawartej w polskim prawie budowlanym budynek o wysokości większej niż 25 metrów to budynek wysoki, natomiast większy niż 55 metrów to wysokościowiec[1];
- według Emporis Data Committee, wysokościowiec to budynek mający przynajmniej 35 m (115 stóp) wysokości, podzielony regularnie na piętra;
- New Shorter Oxford English Dictionary określa go jako budynek mający wiele pięter
- według kodeksu prawnego stanu Massachusetts (USA), wysokościowiec to obiekt wyższy niż 20 metrów
- International Conference on Fire Safety in High-Rise Buildings nazwała wysokościowcem każdy budynek, którego wysokość znacząco wpływa na możliwość ewakuacji.

Termin ten można połączyć z przeznaczeniem budynku, by doprecyzować informację o nim – przykładowo mówimy wysokościowy budynek mieszkalny, wysokościowiec biurowo-usługowy, handlowo-rozrywkowy i tym podobne.
Warto zaznaczyć, iż wysokościowiec często mylnie utożsamia się z wieżowcem. Wysokościowiec to budynek o dużej wysokości, a wieżowiec to budynek w kształcie wieży (czyli o dużej różnicy między wysokością a rozmiarami podstawy). Wysokościowiec będzie więc wieżowcem tylko wtedy, gdy nie będzie miał zbyt dużej powierzchni zabudowy (w stosunku do swojej wysokości).

## Historia
Powszechną budowę wysokościowców umożliwiły takie wynalazki jak winda, pompa wodna, dźwig wieżowy, ogniotrwałe materiały budowlane oraz ogólny postęp w dziedzinie inżynierii budowlanej, zwłaszcza ulepszenia konstrukcji szkieletowej budynków, jaki dokonał się w wieku XIX. Większość starych amerykańskich wieżowców wspiera się na ramie stalowej, lecz obecnie do budowy większości obiektów, nie tylko tych najwyższych, używa się żelbetu.
Gdy w latach 1880–1890 liczba ludności Chicago (USA) przekroczyła milion, znacząco podniosły się również ceny ziemi. Ze 130 dolarów za metr w 1880 urosły prawie siedmiokrotnie, osiągając 900 dolarów za metr w 1890. By zapewnić rentowność podejmowanych przedsięwzięć, właściciele zaczęli maksymalnie wykorzystywać dostępną powierzchnię, wznosząc coraz wyższe budynki. Home Insurance Building, wzniesiony w 1885 (1931 – wyburzony) był pierwszą budowlą w pełni wykorzystującą nowe technologie, godną miana pierwszego nowoczesnego wysokościowca w historii.
W 1889 Dankmar Adler i Louis Sullivan wznieśli Auditorium Building, obiekt wyróżniający się nie tylko doskonałą akustyką, lecz również obecnością pierwszej rozbudowanej i jak na owe czasy nowoczesnej instalacji klimatyzacyjnej.
W latach 1890–1894 wzniesiono Reliance Building, uznawany za arcydzieło szkoły chicagowskiej, którego nowatorstwo polegało na pokryciu elewacji szkłem. Jest to prekursorski element stylu znanego później jako styl międzynarodowy.

## Nowy Jork miastem wysokościowców
Jedynym budynkiem pozostałym z ery wczesnego budownictwa szkieletowego w Nowym Jorku jest wzniesiony w 1902 Fuller Building (znany też jako Flatrion Building). Wydane w 1916 przez władze rozporządzenie, które dało możliwość wnoszenia obiektów bez ograniczeń wysokości na jedynie ok. 25% powierzchni miasta oraz wprowadziło dokładne specyfikacje dla pozostałych budynków, zaowocowało powstaniem wieżowców w stylu art déco. Wzniesiony nieco wcześniej (1913) Woolworth Building był tu niejako prekursorem, mimo iż reprezentuje styl neogotycki, a nie art déco.
Budowę licznych wysokich obiektów zaplanowano podczas boomu budowlanego tuż przed Wielkim kryzysem października 1929, wzniesiono je podczas pierwszego roku kryzysu, przykładowo Chrysler Building Williama van Alensa i Empire State Building, przez długie lata najwyższy budynek świata. W 1929 w USA znajdowało się 377 budynków o 20 lub więcej piętrach, z czego 188 w Nowym Jorku. Rysownik Hugh Ferriss w swojej książce z 1929 Metropolis of Tomorrow upowszechniał mit Miasta Drapaczy Chmur, Metropolis, znany niemy film Fritza Langsa z 1927 też odnosi się do tej urbanistycznej wizji. Od lat 80. XX wieku architektura miasta znajduje się pod wpływem postmodernizmu, trend ten staje się w ostatnich latach coraz wyraźniejszy.

## Krytyka
Korzyści płynące z dodatkowej przestrzeni w budynku związane są z pewnymi niedogodnościami:
- zacienianie otoczenia – wysokie budynki rzucają duży cień na otaczające je obiekty, co znacząco wpływa na komfort zamieszkania w ich otoczeniu
- wiatry katabatyczne – wysokościowce powodują czasami, z uwagi na dużą powierzchnię ścian, wiatry katabatyczne, co wpływa na mikroklimat otoczenia. W szczególnych warunkach wiatr może okazać się na tyle silny, że uniemożliwia przebywanie w pobliżu obiektu
- zakłócanie panoramy miasta – wysokościowce swoją wielkością mogą znacząco wpływać na panoramę historycznych miast i miejsc. Zakłócone zostać mogą historyczne zamysły architektoniczne i ciągi ulic. Wysokościowce mogą optycznie całkowicie rozdzielić od siebie dzielnice miasta
- zapotrzebowanie na energię – z powodu dużej powierzchni ścian utrudnione jest ogrzewanie wnętrza w zimie i chłodzenie w lecie. Z tego powodu zapotrzebowanie na energię dla instalacji klimatyzacyjnych jest większe niż w innych typach budynków.

Czynniki te spowodowały, że wysokościowce odrzuciło wiele miast i ich mieszkańców. Również ICOMOS i UNESCO krytykują stawianie zbyt wysokich budynków w pobliżu obiektów zabytkowych. Z tego powodu wiele projektów po kontrowersjach z nimi związanych, zarzucono.

## Bezpieczeństwo
Z budową wysokościowców wiążą się szczególne wyzwania dla budowniczych, zwłaszcza na obszarach aktywnych sejsmicznie lub o luźnym i podmokłym podłożu.
W wysokościowcach często znajdują się automatyczne systemy przeciwpożarowe oraz hydranty, niemniej działania ratunkowe w takich budynkach zawsze są trudne; wiąże się to m.in. z obecnością rozbudowanych instalacji, takich jak ogrzewanie, wentylacja i klimatyzacja. Bardziej niż w przypadku niższej budowli liczy się również właściwe zaplanowanie budynku pod kątem klatek schodowych i dróg ewakuacyjnych. Nie można zapomnieć również o windach, których pasażerom należy zapewnić drogę ucieczki na wypadek zagrożenia.

## Miasta z największą liczbą wysokościowców
Uwzględniono budynki o co najmniej 12 piętrach lub wyższe niż 40 m, także wieże i kościoły.
| Nr | Miasto         | Kraj                     | Liczba |
| -- | -------------- | ------------------------ | ------ |
| 1  | Hongkong       | Chińska Republika Ludowa | 7549   |
| 2  | Nowy Jork      | Stany Zjednoczone        | 5478   |
| 3  | Singapur       | Singapur                 | 3619   |
| 4  | São Paulo      | Brazylia                 | 3549   |
| 5  | Seul           | Korea Południowa         | 2842   |
| 6  | Tokio          | Japonia                  | 2496   |
| 7  | Stambuł        | Turcja                   | 2122   |
| 8  | Rio de Janeiro | Brazylia                 | 1989   |
| 9  | Toronto        | Kanada                   | 1645   |
| 10 | Buenos Aires   | Argentyna                | 1528   |
| 11 | Londyn         | Wielka Brytania          | 1303   |
| 12 | Madryt         | Hiszpania                | 1144   |
| 13 | Chicago        | Stany Zjednoczone        | 1046   |
| 14 | Sydney         | Australia                | 829    |
| 15 | Pekin          | Chińska Republika Ludowa | 825    |